# 엘리나 네차예바
엘리나 네차예바(에스토니아어: Elina Netšajeva, 러시아어: Элина Нечаева, 1991년 11월 10일 ~ )는 에스토니아의 소프라노 성악가, 가수이다. 유로비전 송 콘테스트 2018 에스토니아 대표 참가자이며, 참가곡은 "La forza"이다. 《팝 아이돌》의 에스토니아 버전인 《Eesti otsib superstaari》에 참가해 이름을 알렸다.